# Duzduzan
Duzduzan (pers. دوزدوزان) – miasto w Iranie, w ostanie Azerbejdżan Wschodni. W 2006 roku liczyło 3557 mieszkańców.